# Коваленко, Даниил Петрович
Даниил Петрович Коваленко (1900—1992) — советский и российский архитектор, заслуженный архитектор Российской РСФСР (1968).

## Биография

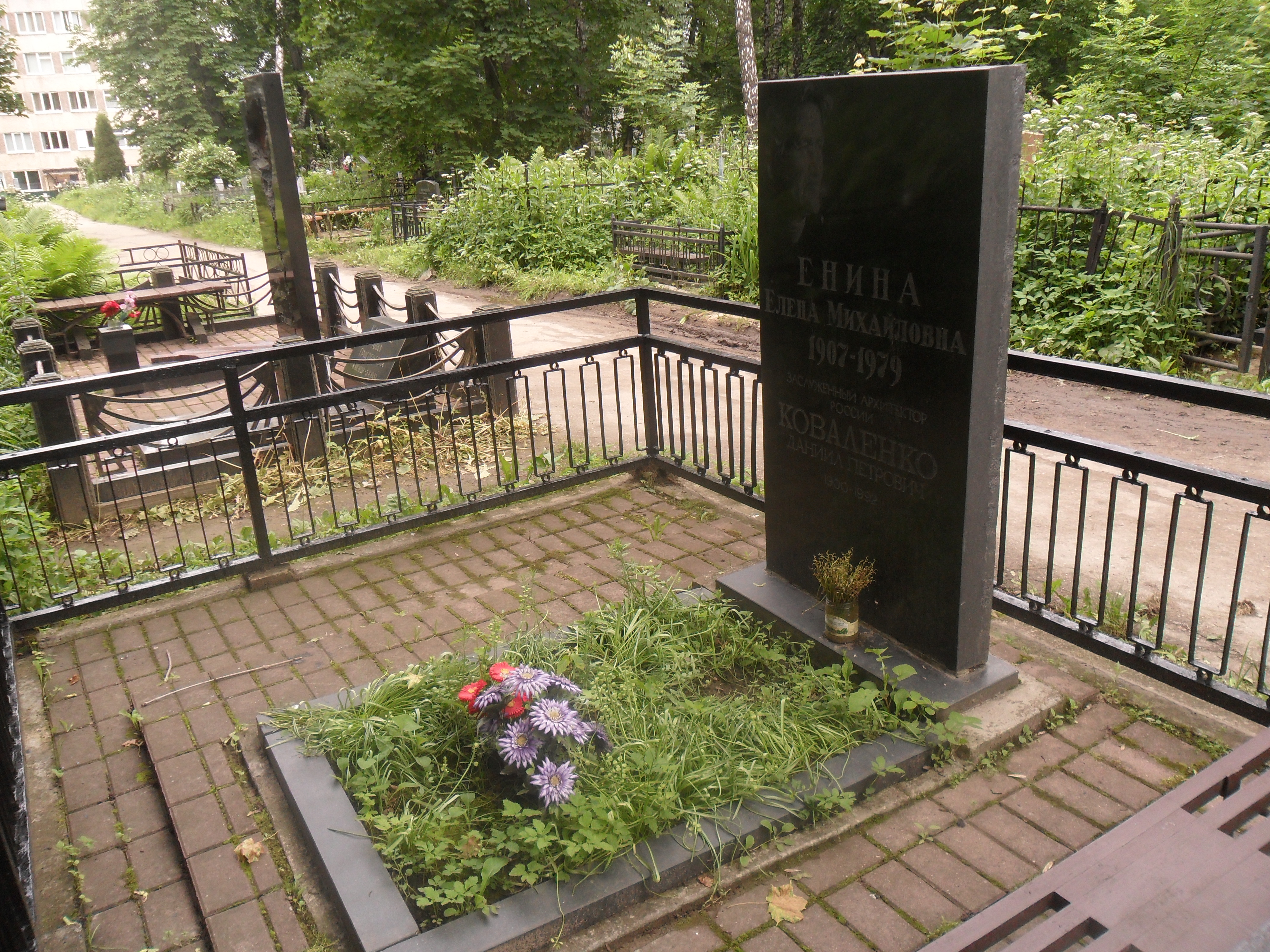
Могила Коваленко на Братском кладбище Смоленска.

Даниил Коваленко родился 7 апреля 1900 года в Сумах. Окончил Киевский художественный институт, позднее также окончил Киевский инженерно-строительный институт. С 1924 года занимался архитектурной деятельностью, до начала Великой Отечественной войны работал в Молдавской ССР, проектировал здания в Тирасполе и Кишинёве. С началом войны ушёл в действующую армию, воевал на Воронежском фронте.

В ноябре 1943 года Главное инженерное управление РККА откомандировало Коваленко на восстановление разрушенного войной Смоленска. С 1952 года являлся главным архитектором Смоленска. Руководил восстановлением большого количества зданий в городе, в том числе: здания Дома Красной Армии на улице Большая Советская (ныне — старый корпус Смоленской сельскохозяйственной академии), ряд жилых домов по улицам Ленина, Большая Советская, Дзержинского, Тухачевского и так далее. За восстановление «дома с часами» Коваленко был награждён премией на конкурсе РСФСР. Многие здания, спроектированные и восстановленные под руководством Коваленко, являются памятниками архитектуры регионального и федерального значения.

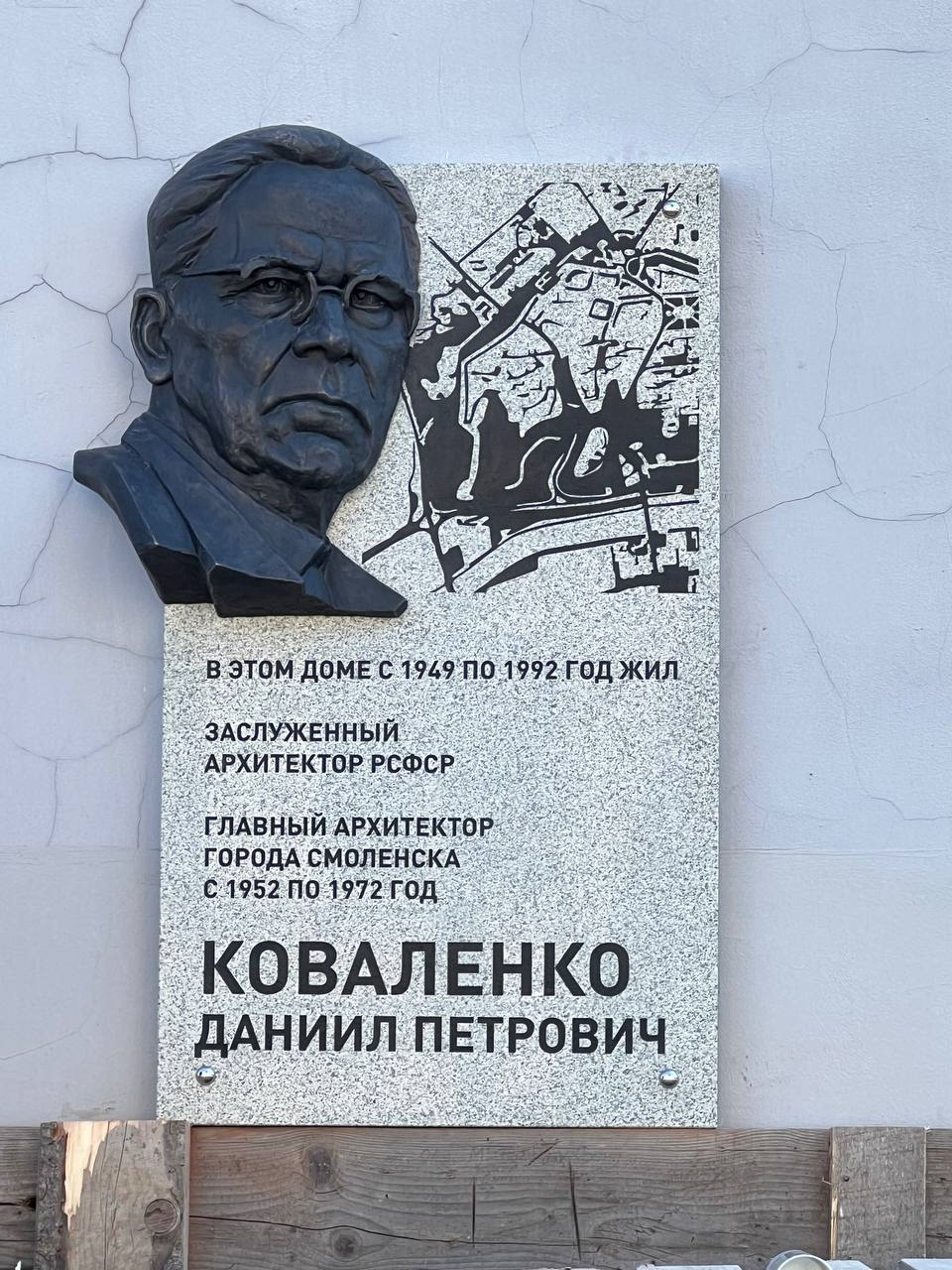
Памятная табличка

Также Коваленко проектировал памятники, посвящённые Великой Отечественной войне, в том числе «Курган бессмертия», «Штык», «Танк». Картины и рисунки, выполненные им, неоднократно выставлялись на различных выставках. Неоднократно публиковался в газетах и журналах, издал книгу «Смоленск завтра».
В течение 12 лет был депутатом Смоленского горсовета и членом исполнительного комитета горсовета.
Умер 9 марта 1992 года, похоронен на Братском кладбище Смоленска. В Смоленске по по адресу Бакунина, дом 13, где жил Коваленко с 1949  по 1992 год, 4 апреля 2025 года установлена памятная табличка с бюстом.
|                                                    |                                                       |                                                                                        |
| Обелиск «Штык», воздвигнутый по проекту Коваленко. | Курган Бессмертия, воздвигнутый по проекту Коваленко. | «Дом с часами», за восстановление которого Коваленко получил премию на конкурсе РСФСР. |